# Garçon (chanson)
Pour les articles homonymes, voir Garçon (homonymie).
Singles de Koxie
Ma meilleure amie
(2008)
Clip vidéo
[vidéo] « Garçon », sur YouTube
Garçon est une chanson interprétée par la chanteuse française Koxie, sortie en single sur le label AZ le 26 juin 2007.

## Genèse
La chanson évoque, avec humour, l’exaspération d'une jeune femme face à la bêtise (sexisme et vulgarité) de certains hommes (garçons dans le texte). Le morceau est basé sur un sample de Dr. Dre (What's the Difference de l'album 2001), lui-même basé sur Parce que tu crois de Charles Aznavour, une des références de Koxie.

## Parution et réception
Cette chanson (connue aussi sous le titre de Gare aux cons) a été initialement rendue publique sur la page MySpace de Koxie. Puis la chanteuse a signé avec le label AZ pour la sortir en single le 25 juin 2007.
C'est un véritable succès : fin août, le single se hisse en première position du classement officiel des ventes de singles en France, et en mai 2008, un an après sa sortie, le clip a été visionné plus de 2 500 000 fois sur internet.

## Liste des pistes
| 1. | Garçon | 3:36 |
| 2. | J'aime | 3:47 |

| 1. | Garçon | 3:36 |

### Classements
La chanson a atteint la 1re place en France et en Wallonie (Belgique francophone).
| Classement (2007)                       | Meilleure position |
| --------------------------------------- | ------------------ |
| Belgique (Wallonie Ultratop 50 Singles) | 1                  |
| France (SNEP)                           | 1                  |
| Suisse (Schweizer Hitparade)            | 44                 |